# Ross Forte
Ross Forte (* 21. August 1989 in Kansas City, Missouri) ist ein US-amerikanischer Schauspieler.

## Leben
Forte studierte von 2008 bis 2012 an der Missouri State University die Fächer International Business und Spanisch und entdeckte während dieser Zeit sein Interesse für das Reisen. Um sein Spanisch weiter zu verbessern studierte er 2010 einige Zeit in Quetzaltenango in Guatemala und 2011 an der Universität Valencia in Spanien. Er finanzierte sein Studium durch Nebenjobs als Kellner oder Barkeeper. Nach seinem Abschluss als Bachelor of Science leitete er zwei Jahre lang landesweite Marketingtouren, bevor er nach Los Angeles zog um Schauspieler zu werden. Auch dort arbeitete er unter anderen zwei Jahre lang als Barkeeper im Metropolitan Night Club in Hollywood. Seit 2017 arbeitet er zusätzlich als selbstständiger Fitnesstrainer. Seit 2014 gehört er der Schauspieler-Gewerkschaft SAG-AFTRA an.
2016 spielte er in der Pilotfolge der Fernsehserie The Outer Rim mit, die unter leicht veränderter Besetzung 2017 als alleinstehender Kurzfilm neu veröffentlicht wurde. In den nächsten Jahren folgten Episodenrollen in Fernsehserien und Besetzungen in Kurz- und Spielfilmen. 2020 war er unter dem Pseudonym Viking Pro Tagger beim Fernsehformat Ultimate Tag zu sehen.

## Filmografie
- 2016: The Outer Rim (Fernsehserie, Pilotfolge)
- 2017: The Outer Rim (Kurzfilm)
- 2018: Beerfest: Thirst for Victory (Fernsehfilm)
- 2019: From Zero to I Love You
- 2019: La Fan (Kurzfilm)
- 2019: Escape the Night (Fernsehserie, Episode 4x06)
- 2019: Poor Us (Fernsehserie)
- 2020: Battle Star Wars – Die Sternenkrieger (Battle Star Wars)

## Fernsehauftritte
- 2019: Dating #NoFilter (Fernsehsendung, Episode 1x07)
- 2020: Ultimate Tag (Fernsehsendung)
- 2020: 7th Annual Reality Television Awards (Preisverleihung)